# Giovanni Raineri (homme politique)
Pour les articles homonymes, voir Giovanni Raineri.
Giovanni Raineri (Borgo San Donnino, 17 septembre 1858 - Rome, 29 novembre 1944) est un homme politique italien, fondateur d'organisations coopératives agricoles et plus tard ministre et sénateur du Royaume

## Biographie
Né à Borgo San Donnino, l'actuelle Fidenza, dans la province de Parme, dans une famille bourgeoise de cols blancs, de son père Rainero, secrétaire podestataire, et de sa mère Catterina Bravetta, il obtient un diplôme d'arpenteur agraire et, en 1879, passe une licence en sciences agricoles à Milan, à l'École supérieure d'agriculture, alors royale, qui devient plus tard la Faculté d'agriculture de l'Université de Milan.

### Les comités agraires
Il s'installe avec sa famille à Piacenza et, en 1883, devient secrétaire du Comizio Agrario local. Il réussit à convoquer un congrès national à Piacenza en 1889 où il pose le thème de la nécessité de favoriser l'associationnisme agricole, afin d'apporter un renouveau à un secteur dans lequel l'Italie se caractérise par un grand retard, encore accentué par la grave crise viticole provoquée par la propagation du phylloxéra dans les vignobles et par la crise de la culture céréalière due aux importations de céréales d'Ukraine et des États-Unis.
En 1891, il fonde le Giornale di agricoltura (Journal de l'Agriculture).
À cette époque, l'expérience originale des Comizi Agrari se transforme en Consorzi agrari, avec le soutien des banques populaires. En 1892, la Federconsorzi (Fédération italienne des consortiums agraires) est fondée à Piacenza, dont la présidence est confiée à Enea Cavalieri et dont Giovanni Raineri est le premier directeur général. Les consortiums agraires passent de 16 en 1892 à 81 en 1895 et 192 en 1900.
Il collabore bientôt avec Luigi Luzzatti, président de l'Association nationale des banques populaires, et avec l'autre forme de coopération en matière de crédit : les banques rurales.
Dans une Italie agricole confrontée à de graves problèmes de récupération de la fertilité, compromise par des siècles de culture irrationnelle, il crée la "Section de propagande pour l'utilisation nationale des engrais chimiques", qui devient rapidement un important institut à la fois technique et coopératif.
En 1900, il publie un texte sur l'utilisation et l'importance des engrais chimiques pour l'amélioration de la productivité de l'agriculture, qui donne l'impulsion à la création d'un consortium coopératif pour la production de superphosphates.

### Engagement politique
En 1905, Raineri est nommé président de Federconsorzi et élu à la Chambre des députés dans la circonscription de Parme et Piacenza lors d'une élection multipartite qui lui vaut le soutien non seulement des électeurs libéraux, mais aussi des catholiques et des radicaux. Il est ensuite réélu pour quatre autres législatures, jusqu'en 1923.
En 1910, avec le gouvernement Luzzatti, il devient ministre de l'Agriculture, de l'Industrie et du Commerce ; en 1916, il devient membre du Conseil d'État. Dans le gouvernement Boselli, il est nommé ministre de l'agriculture pour la période 1916 - 1917, et a la responsabilité complexe du ravitaillement en temps de guerre, confiée en grande partie aux Federconsorzi et aux Consorzi agrari.
De 1920 à 1922, Raineri est ministre des Terres libérées, dans les gouvernements Nitti I, Giolitti V et enfin Bonomi I, dans lesquels il confie un grand rôle aux organismes coopératifs.
Franc-maçon, il est membre du Grand Orient d'Italie.

### Les dernières années
Avec l'avènement du fascisme, Raineri se retire de la scène politique, même s'il est nommé sénateur du Royaume en 1924. En 1923, il est nommé premier président de la Fédération nationale des Chevaliers du Travail (Federazione Nazionale dei Cavalieri del Lavoro) , et reste en fonction jusqu'à sa mort à Rome le 26 novembre 1944.

## Décorations honorifiques
- Chevalier de l'Ordre du mérite du travail - Rome, 3 juillet 1902,
 - Commandeur de l'Ordre des Saints-Maurice-et-Lazare - Rome, 17 décembre 1908
 - Grand Officier de l'Ordre des Saints-Maurice-et-Lazare - Rome, 7 juillet 1910
 - Chevalier de Grand-croix de l'Ordre de la Couronne d'Italie - Rome, 29 décembre 1916
 - Chevalier de Grand-croix de l'Ordre des Saints-Maurice-et-Lazare - Rome, 5 juin 1921
 - Chevalier de Grand-Croix de l'Ordre de l'Étoile de Karageorge - Serbie

## Remerciements et dédicaces
Giovanni Raineri a été fait citoyen d'honneur de Trévise, et l'Istituto Statale d'Istruzione Superiore Agraria de Piacenza lui a été dédié.